# إدموند تايلور
إدموند تايلور (30 ديسمبر 1853 ببرستل في المملكة المتحدة - 25 ديسمبر 1936) (بالإنجليزية: Edmund Taylor)‏ هو لاعب كريكت بريطاني (وحمل سابقاً جنسية المملكة المتحدة لبريطانيا العظمى وأيرلندا). لعب مع نادي مقاطعة غلوستر للكريكت ‏.

## وصلات خارجية
- إدموند تايلور على موقع إي آس بي آن كريك إنفو (الإنجليزية)